# Commanderie du temple de la Nouée
La commanderie du temple de la Nouée est un édifice situé à Yvignac-la-Tour, en France.

## Localisation
La commanderie est située sur le territoire de la commune d'Yvignac-la-Tour, dans le département des Côtes-d'Armor, dans la région Bretagne.

## Description
La commanderie est un ancien établissement templier fondé à la suite d'une aumône confirmée par une charte du duc Conan IV en 1182. Elle passe dans les mains des Hospitaliers en 1313. De l'ancien domaine subsiste une partie de l'ancien manoir dit des Salles, datant principalement du XVIIe siècle, et la chapelle. La chapelle du XIIe siècle est formée d’une nef unique ruinée, d’un avant-chœur avec porte en arc brisé au nord s'achevant par une abside semi-circulaire. Celle-ci est éclairée par trois fenêtres, la baie axiale ayant conservé ses dispositions romanes. Le chœur est couvert de charpente et est fermé par un mur-pignon percé d’une porte en plein cintre. La clôture du cimetière, mise à jour en 1981 lors de fouille, est visible au sud de la nef et autour de l'abside,,

## Historique
La commanderie est inscrite partiellement au titre des monuments historiques par arrêté du 7 décembre 1976.

## Galerie

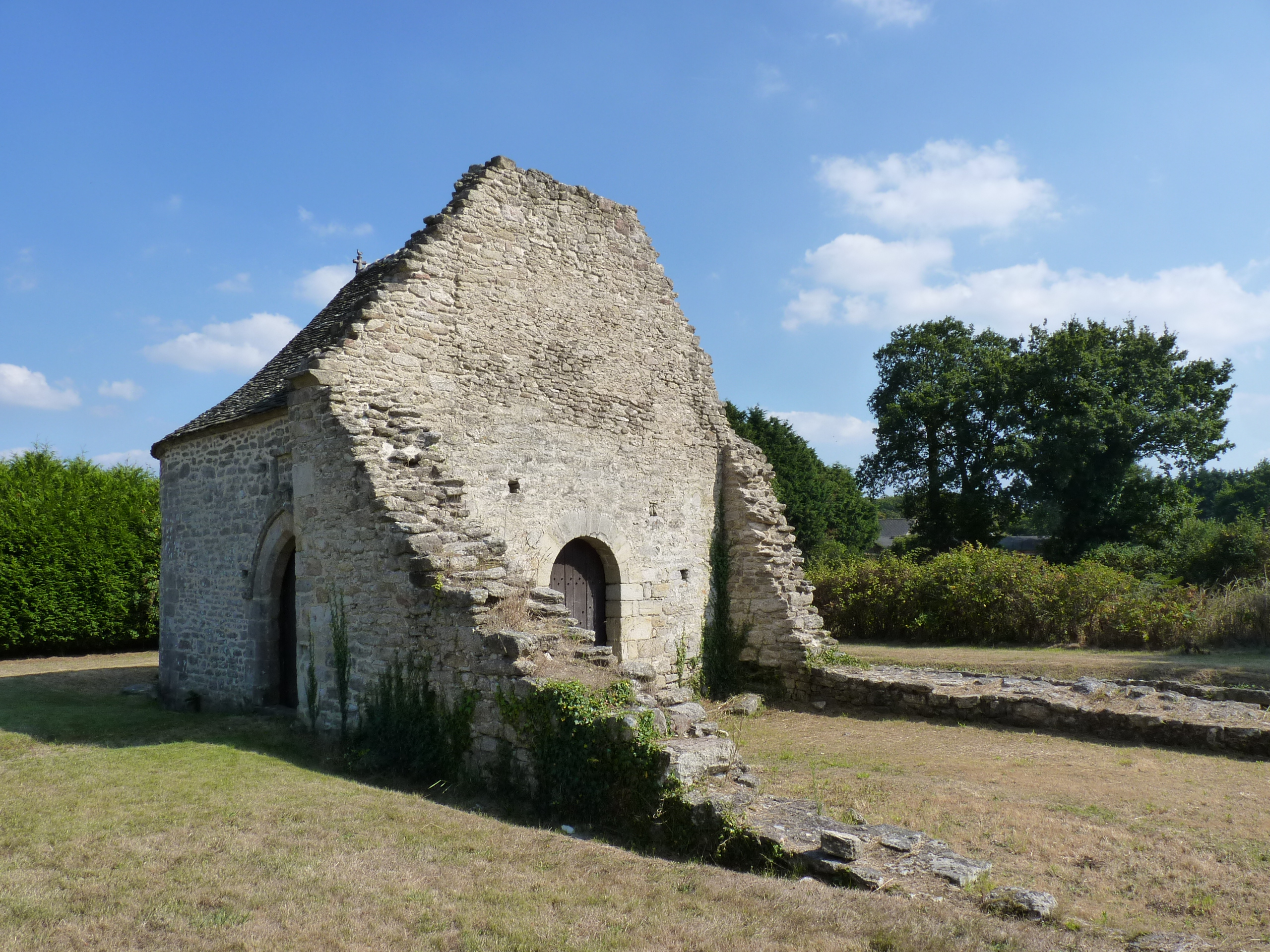
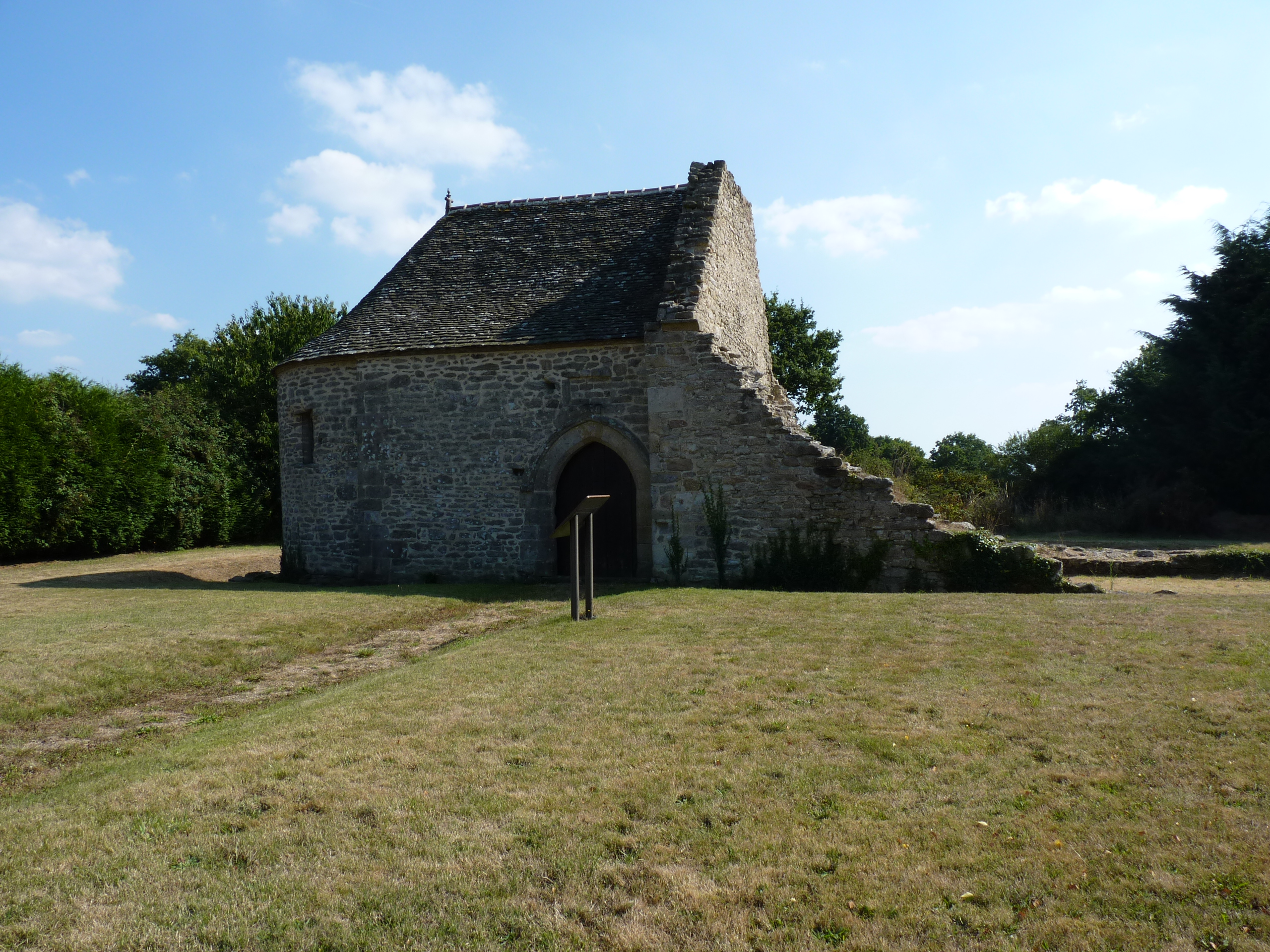
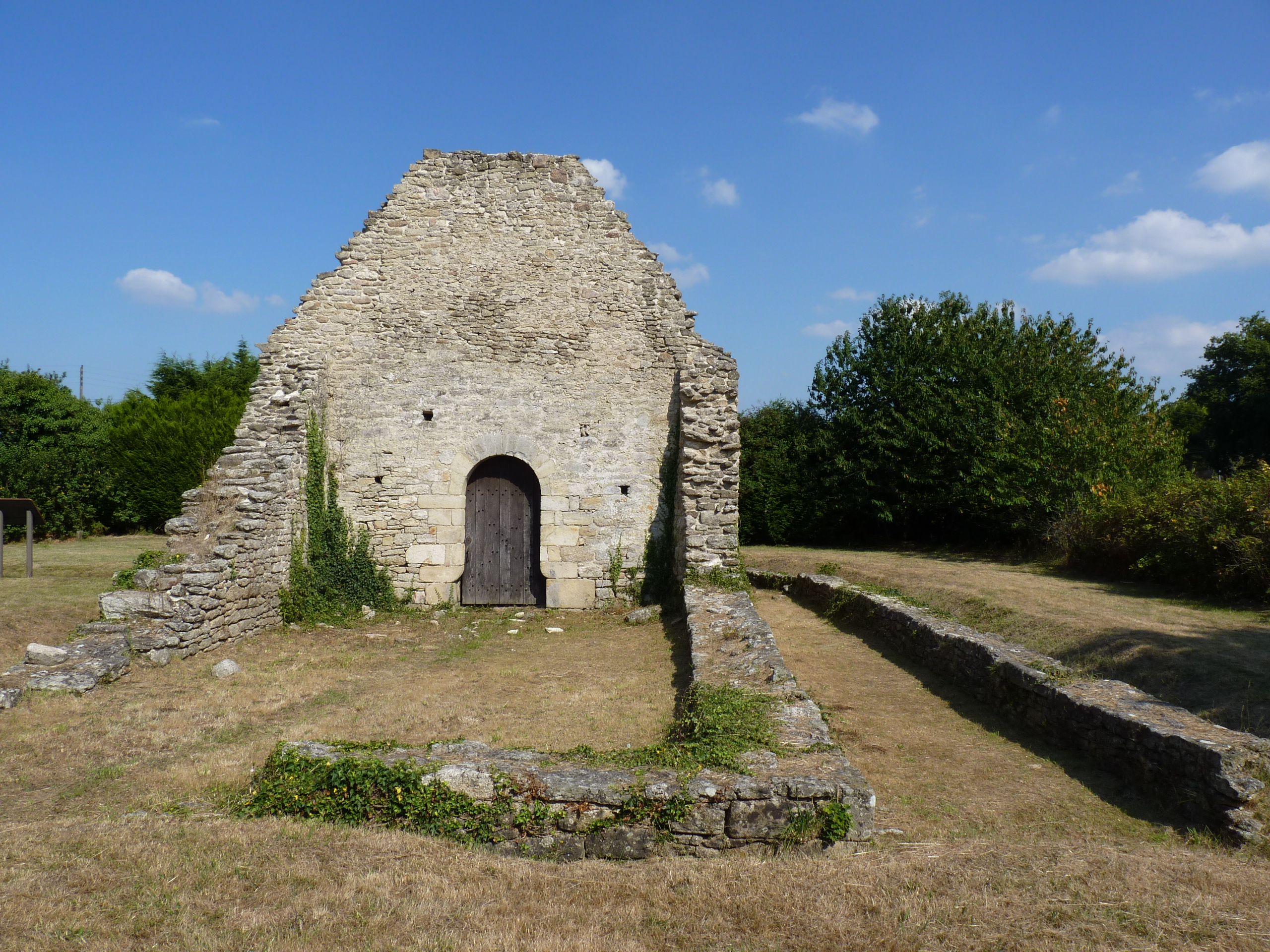